# Rotsen van Liancourt

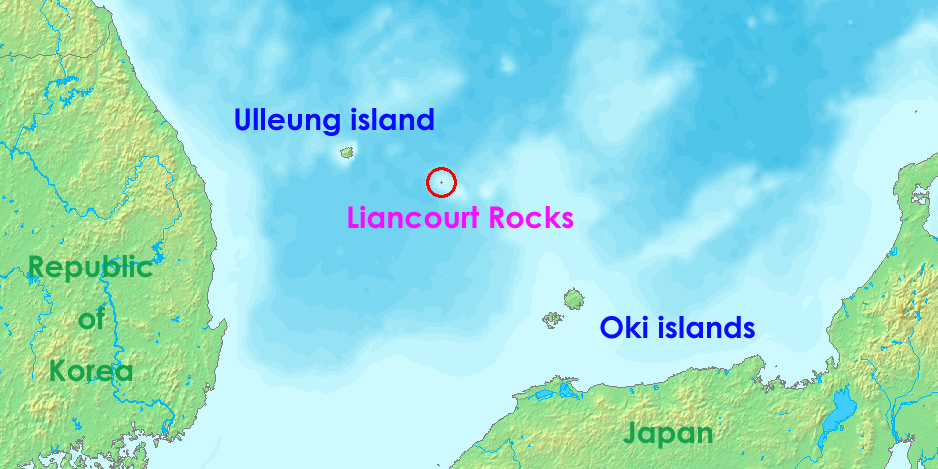
Dokdo.

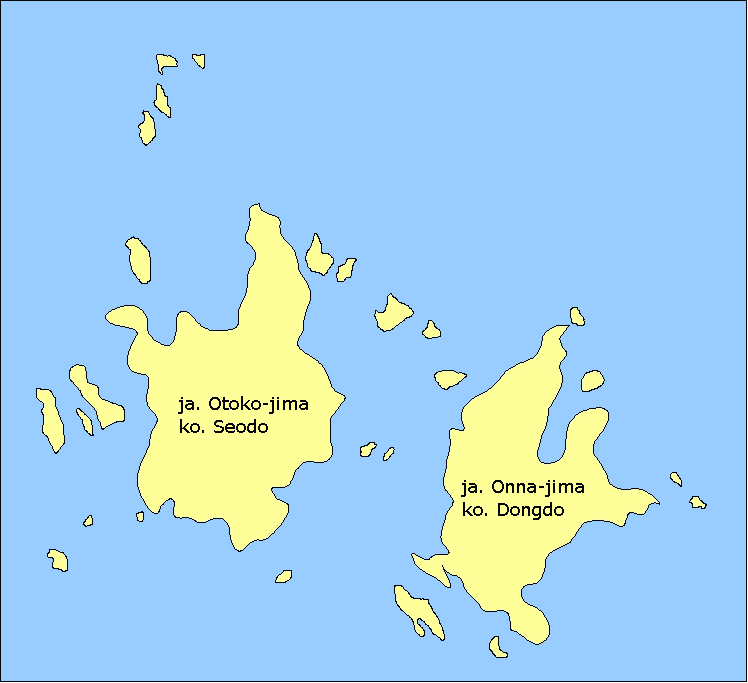
Detailkaart van de beide eilanden.

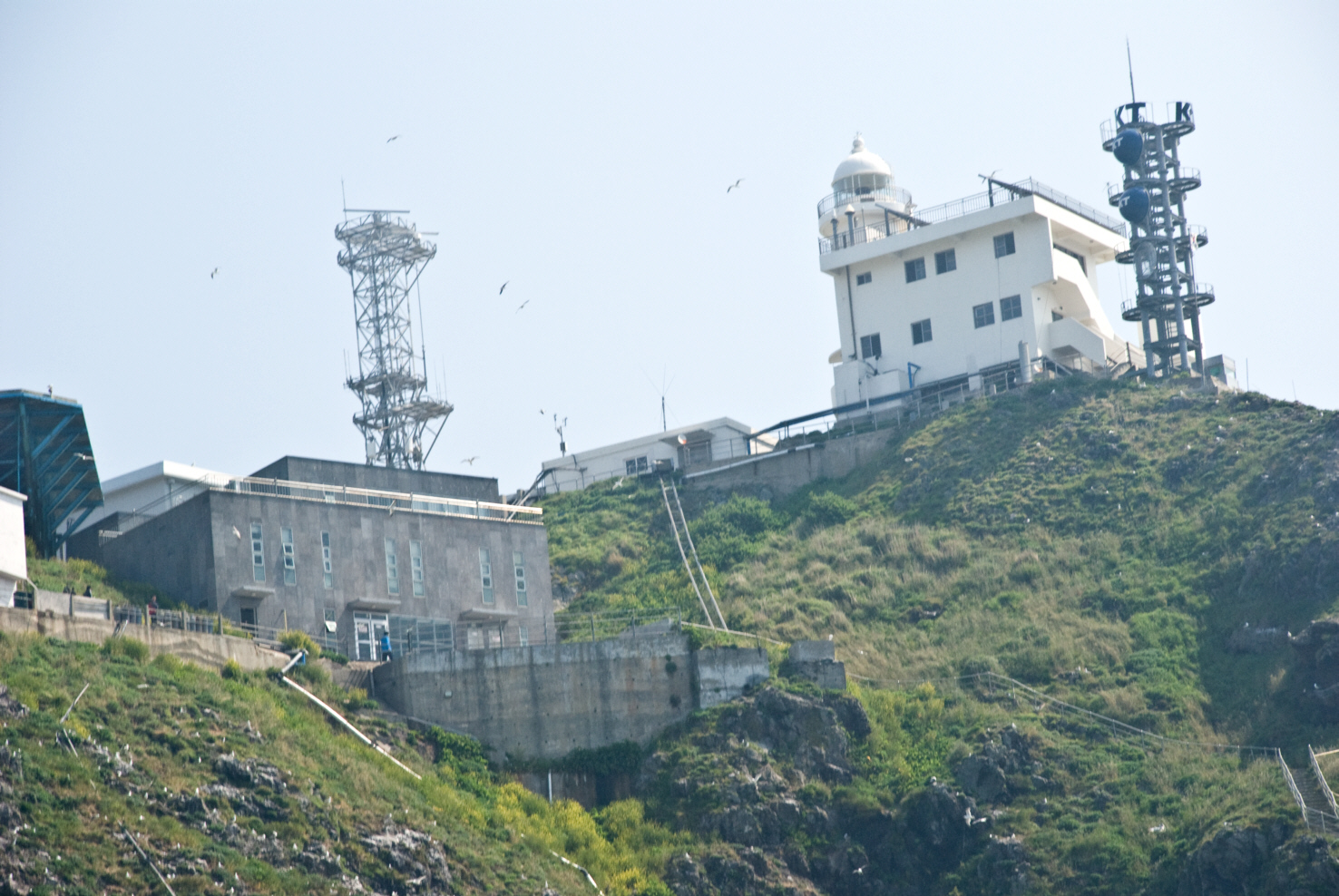
Vuurtoren en gebouwen

De Rotsen van Liancourt (Koreaans: 독도, 獨島, Dokdo oftewel "eenzaam eiland"; Japans: 竹島, Takeshima oftewel "bamboe-eiland") is een eilandengroep in de Japanse Zee.

## Ligging
Liancourt bestaan uit twee kleine eilanden met talloze rotsen eromheen. Tussen de twee eilanden ligt een smalle strook water van 160 meter breed. Het westelijke eiland is ongeveer 88.740 m² groot en het oostelijke eiland is met 73.300 m² iets kleiner. Het eerstgenoemde eiland bestaat uit een enkele piek tot 169 meter hoog en heeft veel grotten langs de kustlijn. Het oostelijke eiland is vlakker en beter toegankelijk. Hier staat een vuurtoren, ligt een helikopterplatform en een paar gebouwen voor de mensen die werken op het eiland.
De rotsen van Liancourt ligt op zo’n 211 kilometer van het Japanse Honshu en 217 kilometer van het vasteland van Zuid-Korea.

## Betwist gebied Japan en Zuid-Korea
Sinds de Russisch-Japanse Oorlog tot de Tweede Wereldoorlog behoorden de eilanden tot Japan, nadat het de eilanden geannexeerd had als onderdeel van de kolonisatie van Korea. Na de Tweede Wereldoorlog had Japan de bewuste eilanden niet expliciet teruggeven. De eilanden zelf zijn zijn klein en economisch niet relevant. Relevanter is de exclusieve economische zone rondom de eilanden, vanwege de visserij, en dit is de basis voor het geschil tussen Zuid-Korea en Japan. Sinds 1951 worden de eilanden bezet door Zuid-Korea. Japanse pogingen om de kwestie voor het Internationaal Gerechtshof te krijgen, zijn tot nog toe op niets uitgelopen.
In 2012 bezocht de Zuid-Koreaanse president Lee Myung-bak de eilandengroep. Japan bekritiseerde dit bezoek.

## Kaart

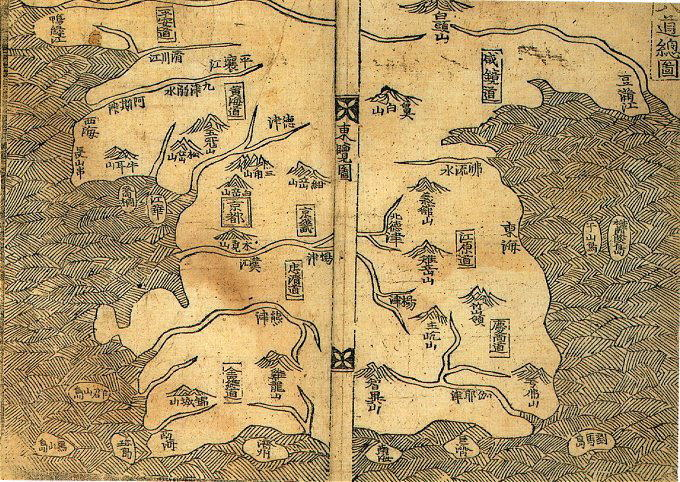
"Dokdo" (Usan,于山) is getekend in het westen van Ulleungdo(鬱陵島). (1530, Korea)
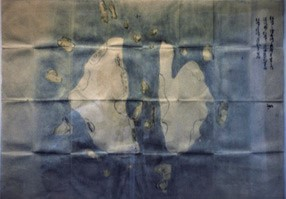
De oudste kaart van Rotsen van Liancourt. (1656, Japan)
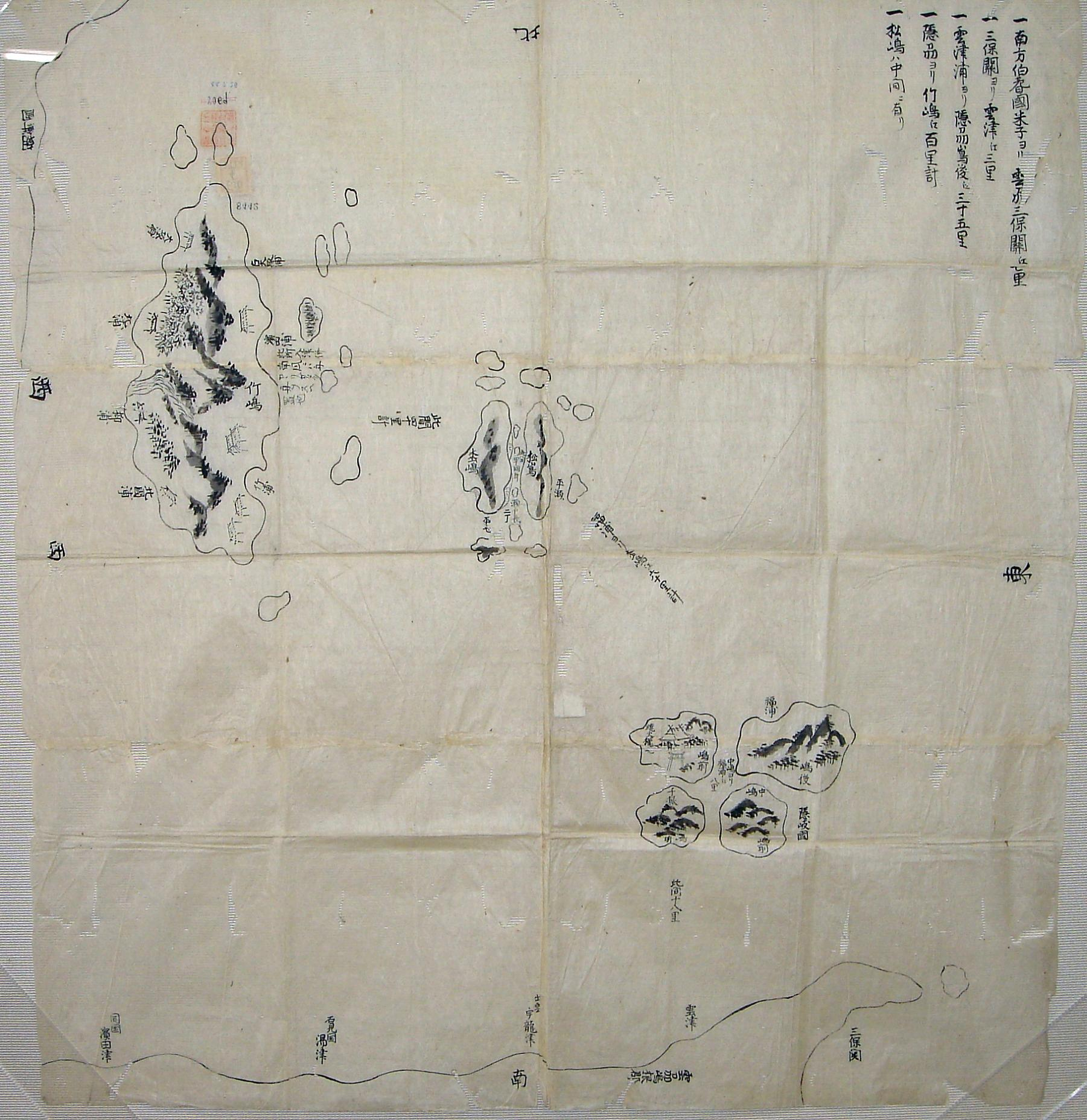
Oki-eilanden rechtsonder, Rotsen van Liancourt in het centrum en Ulleungdo aan de linkerkant. (1724, Japan)
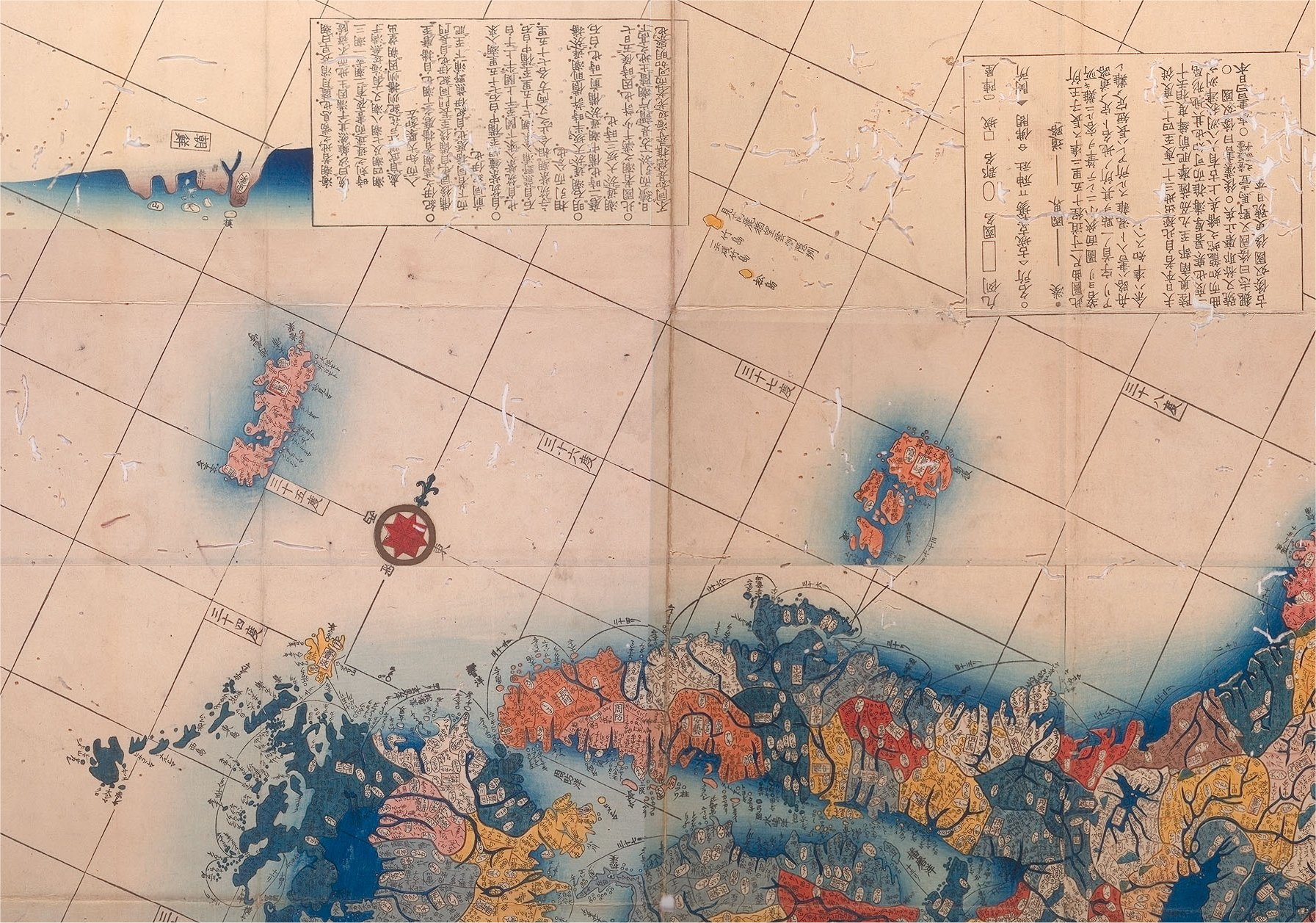
Rotsen van Liancourt (松嶋) en Ulleungdo (竹嶋) zijn getekend op de kaart welke lengtegraden en parallellen zijn getekend. (1775, Japan)
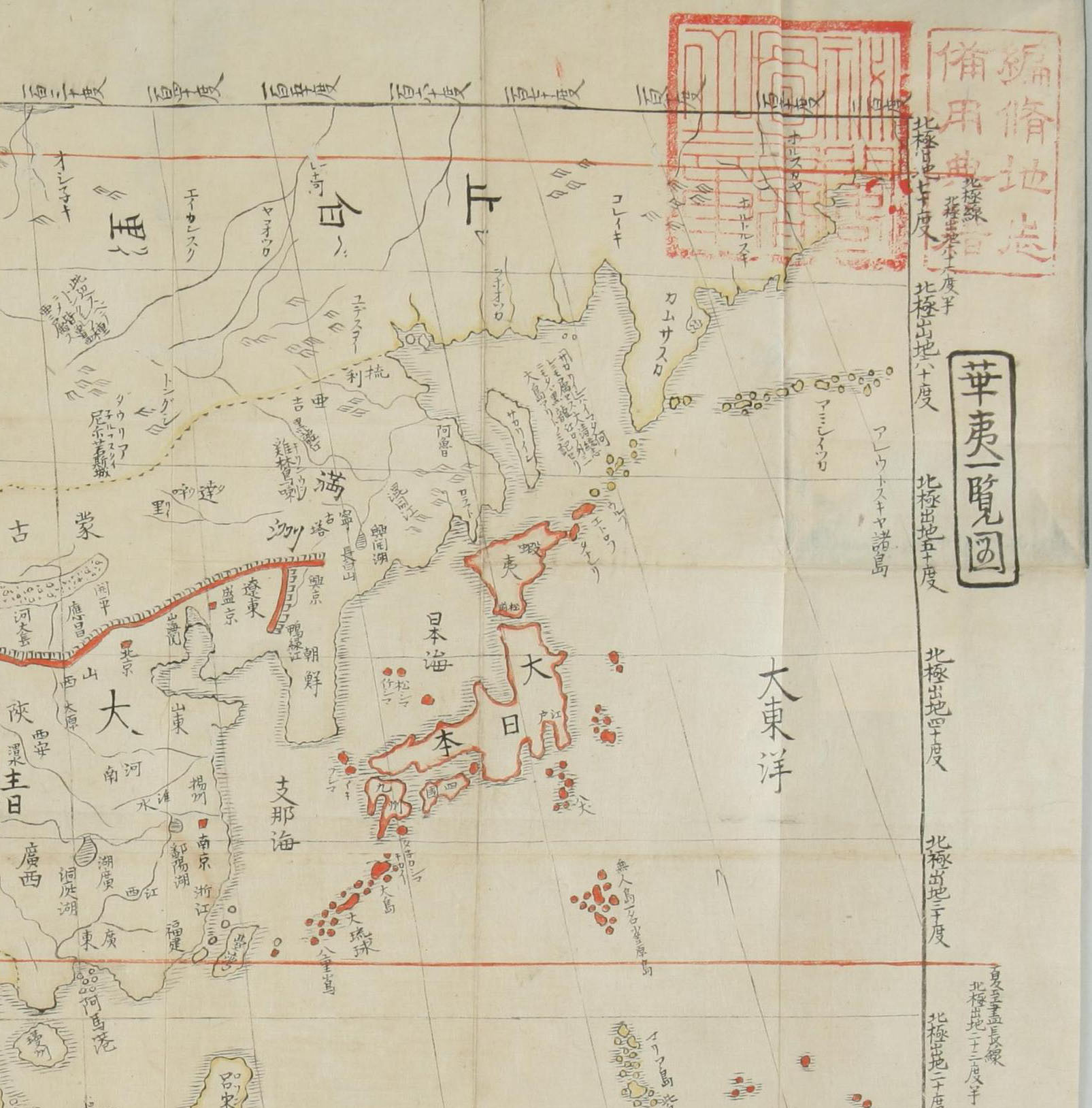
Het werd beschouwd dat Liancourt Rocks (松シマ) behoorde tot het domein van Japan. (1790, Japan)
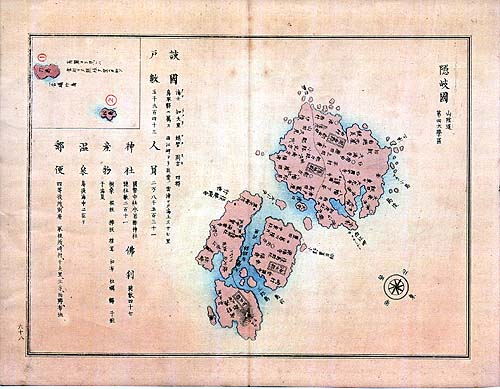
Liancourt is getekend als een geïsoleerd eiland, anders dan Oki Islandes. (1875, Japan)
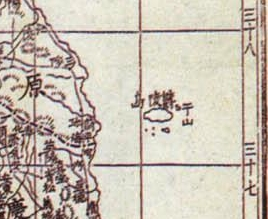
Dokdo (Usan is net naast Ulleungdo getrokken.(1899, Korea)